# Pasquale Schiattarella
Pasquale Schiattarella, född 30 maj 1987 i Mugnano, Neapel är en italiensk fotbollsspelare som spelar för Spezia. 

## Karriär

### Ungdomsår
Pasquale Schiattarella startade karriären i Torinos ungdomsverksamhet. Efter att klubben gått i konkurs 2005 upplöstes Schiattarellas kontrakt och han skrev istället på för Sampdoria. Redan i januari 2007 kom han dock att återvända till Torino.

### Ancona
Efter att ha misslyckats med att ta en plats i Torinos a-lag flyttade Schiattarella sommaren 2007 till Ancona i Lega Pro Prima Divisione. Under sitt första år med klubben spelade Schiattarella 14 matcher när laget tog steget upp i Serie B. 2008-2009 startade Schiattarella 21 matcher och hoppade in i ytterligare 15, för att året efter vara helt ordinarie. Under sin tredje säsong i Ancona imponerade Schiattarella såpass mycket att dåvarande Serie A-klubben Livorno fick upp ögonen för honom.

### Livorno
24 april 2010 skrev Schiattarella ett treårskontrakt med Livorno, men övergången blev officiell först 1 juli. Redan under sin första säsong med sin nya klubb etablerade Schiattarella sig som ordinarie på mittfältet.

### Spezia
14 januari 2014 såldes Schiattarella till Serie B-klubben Spezia.